# アグスティン・アランサバル
アグスティン・アランサバル（Agustín Aranzábal、1973年3月15日 - ）は、スペイン・ギプスコア県出身の元サッカー選手。スペイン代表であった。現役時代のポジションはディフェンダー（左サイドバック）。

## クラブ経歴
バスク州のレアル・ソシエダの下部組織出身で、1993年2月21日のデポルティーボ・ラ・コルーニャ戦(1-5)でトップチームデビューした。レアル・ソシエダBで2シーズンプレーした後、トップチームで不可欠な選手となり、約10年間をレギュラーとして過ごした。2002-03シーズンには32試合に出場し、レアル・マドリードに次ぐ2位となった。2004年7月にレアル・サラゴサに移籍し、パラグアイ人のデリオ・トレドの控えとして2007年までプレーした。2007年夏、ソシエダでチームメイトだったハビエル・デ・ペドロとともにカナリア諸島に渡り、2007-08シーズンはアマチュアのCDベラ・プエルト・デ・ラ・クルスでプレーしたが、即座に契約解除した。2010年初頭、同じスペイン人のアルベルト・セラーデスとともに香港サッカーリーグの傑志と契約。両選手はシーズン中頃に親善大会であるルナール・ニューイヤー・カップに出場した。

## 代表経歴
1995年6月7日、セビージャで行われたUEFA EURO '96予選のアルメニア戦でスペイン代表デビューした。1996年にはアトランタオリンピックに出場し、UEFA EURO '96本大会のメンバーからは外れたが、1998年には1998 FIFAワールドカップに出場し、2000年にはUEFA EURO 2000に出場した。

## 家族
父親のホセ・アグスティン・アランサバル・アスカシバル(José Agustín Aranzábal Askasibar)はガステル(Gaztelu)という通称で呼ばれたサッカー選手であり、ミッドフィールダーとしてソシエダで14シーズンプレーした。ガステルは現役最終シーズンとなった1980-81シーズンにリーグ優勝を遂げた。

## 代表歴

### 出場大会
- スペイン代表
  - 1998 FIFAワールドカップ

### 試合数
- 国際Aマッチ 28試合 0得点（1995年-2003年）[4]

| スペイン代表 | 国際Aマッチ | 国際Aマッチ |
| 年           | 出場        | 得点        |
| ------------ | ----------- | ----------- |
| 1995         | 2           | 0           |
| 1996         | 2           | 0           |
| 1997         | 1           | 0           |
| 1998         | 3           | 0           |
| 1999         | 5           | 0           |
| 2000         | 8           | 0           |
| 2001         | 3           | 0           |
| 2002         | 1           | 0           |
| 2003         | 3           | 0           |
| 通算         | 28          | 0           |

## タイトル
- レアル・サラゴサ

スーペルコパ・デ・エスパーニャ 優勝 : 2004
- U-21スペイン代表

UEFA U-21欧州選手権 準優勝 : 1996